# Mondorff
Mondorff é uma comuna francesa na região administrativa de Grande Leste, no departamento de Mosela. Estende-se por uma área de 3,84 km². Em 2010 a comuna tinha 527 habitantes (densidade: 137,2 hab./km²).